# Head over Heels in Love
Head over Heels in Love ist ein Lied von Kevin Keegan, dem ehemaligen englischen Fußballspieler und Fußballtrainer. Die Pop-Schlager-Ballade wurde im Mai 1979 als Single veröffentlicht. Die Single wurde in Deutschland ein Top-Ten-Hit und gilt als einer der wenigen erfolgreichen Performances von Profifußballern als Sänger.

## Entstehung und Inhalt
Der Song wurde von Chris Norman und Pete Spencer, dem damaligen Schlagzeuger von Smokie, für Kevin Keegan geschrieben. Es handelt sich um ein Liebeslied mit einem eingängigen Refrain. Der Protagonist verliebt sich aufs neue „Hals über Kopf“ in die geliebte Person: „And it looks like I’m falling all over again / Head over heels in love with you.“ Norman wollte den Song eigentlich ursprünglich selbst im Duett mit Suzi Quatro singen, doch diese war nicht interessiert. Keegan kannte Norman, nachdem er ihm nach einem Smokie-Konzert 1978 in Hamburg vorgestellt worden war – die beiden tranken einige Gläser Bier zusammen. Anfang 1979 kam die Anfrage von EMI, ob Norman für Keegan eine Single schreiben und produzieren wollte; Norman sagte zu, und so kam es zur Kooperation. Norman sagte:

„Für Kevin war es eher ein kleines Experiment, ein Spaß, um mal was anderes zu machen. Zu schauen, ob es ihm gefällt.“

Im Frühjahr 1979 nahmen die beiden den Song im Rüssl-Tonstudio von Otto Waalkes in Hamburg auf, wobei Norman die Atmosphäre als gut beschrieb. Keegan habe den Ton halten können und schnell gelernt.

## Veröffentlichung und Rezeption
Die im Mai 1979 bei EMI erschienene Single enthält Move on Down als B-Seite, das im Gegensatz zu Head over Heels in Love eher ein Hardrock-Song ist. Die Single Head over Heels in Love erreichte Platz 31 in den britischen Singlecharts und Platz 10 in Deutschland – wo Keegan zu dieser Zeit beim Hamburger SV spielte und wo die Band Smokie von Co-Autor Chris Norman sehr beliebt war – sowie Platz 20 in Österreich. Das Lied erschien auch auf diversen Kompilationen.
Am 9. Juni 1979 präsentierte Keegan seinen Hit im Aktuellen Sportstudio bei Dieter Kürten. Auch in der BBC-Sendung Swap Shop sang er ihn.

## Coverversionen
Der Song wurde von Chris Norman selbst sowie auch von Chris Roberts gecovert. Dessen deutschsprachige Version Hals über Kopf verliebt mit einem Text von Günther Behrle wurde von Ralph Siegel produziert und erschien im Juli 1979. Am 17. September 1979 trat Chris Roberts bei disco im ZDF auf. Am 8. Oktober und 12. November 1979 stellte Roberts den Song auch in der ZDF-Hitparade vor, zu einer Zeit, als diese nach Verkaufszahlen organisiert war (jeweils Platz 14). In den beiden Ausgaben davor und danach war er jeweils auf Platz 20 genannt, war jedoch nicht in der Sendung.